# Nicolas Mignard
Nicolas Mignard, kaldet Mignard d'Avignon (døbt 7. februar 1606, død 20. marts 1668) var en fransk maler, ældre bror til Pierre Mignard.
Mignard studerede en tid i Fontainebleau og Rom og kom til Avignon, hvor Ludvig XIV blev opmærksom på ham og gav ham sysselsættelse i Paris. Her blev han medlem, 1664 professor ved Akademiet. Han malede mest mytologiske billeder i Annibale Carraccis smag og har raderet nogle blade (til dels efter Carracci).